# كونغ هو

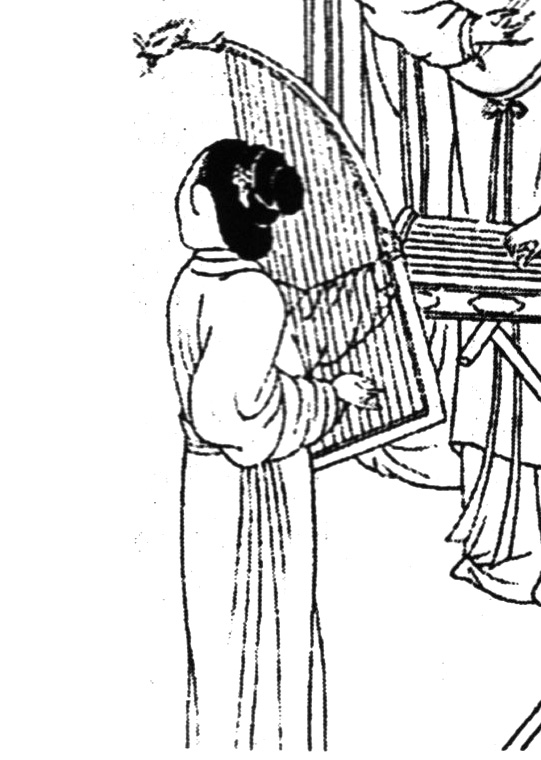

كونغ هو (箜篌) هي آلة وترية نقرية صينية قديمة، يرجع تاريخها إلى ما قبل أكثر من ألفي سنة. وانتشرت هذه الآلة من القصور الملكية إلى عامة الناس في تاريخ الصين القديم. فتقول قصائد شعر قصصي صيني طويل كتبت قبل 1700 سنة بعنوان:«الطاؤوس يطير إلى جنوب الشرق»:
استطاعت الفتاة نسج الأقمشة في الثالثة عشرة من عمرها، وتعلمت تفصيل الثوب في الرابعة عشر من عمرها، وعزفت آلة كونغ هو في الخامسة عشر من عمرها، وقرأت القصائد في السادسة عشرة من عمرها.
ويبرهن ذلك أن الصينيين القدماء في ذلك العصر كانوا معجبين جدا بهذه الآلة. وفي أسرة تانغ الملكية، وصل العزف على آلة كونغ هو إلى مستوى عال جدا. لكن منذ أواخر القرن الرابع عشر توقف انتشار هذه الآلة القديمة حتى تلاشت في تيار التاريخ، وبعد ذلك لم يستطع الناس إلا رؤية رسومها في اللوحات الجدارية والمنحوتة.

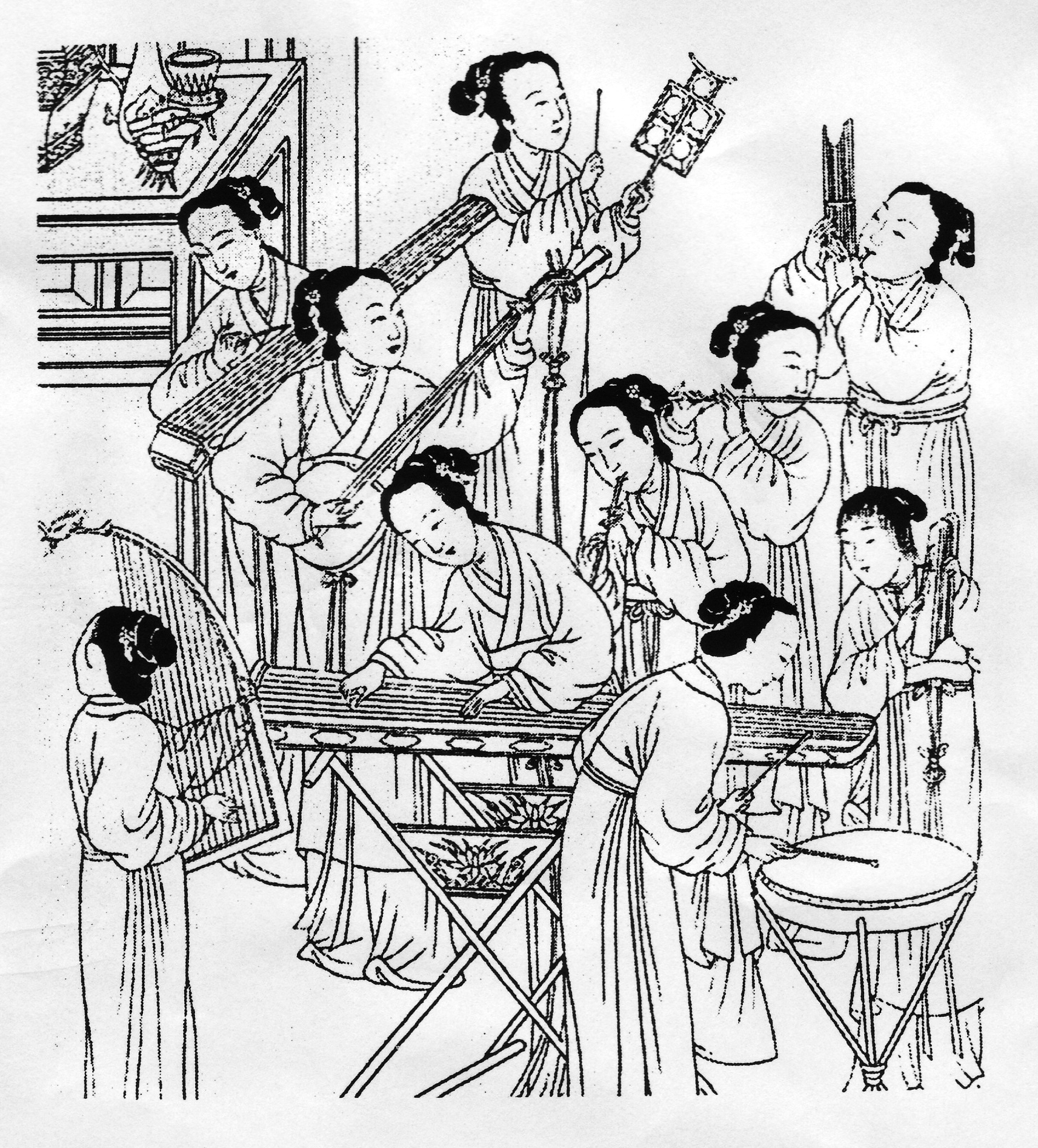

## معرض صور

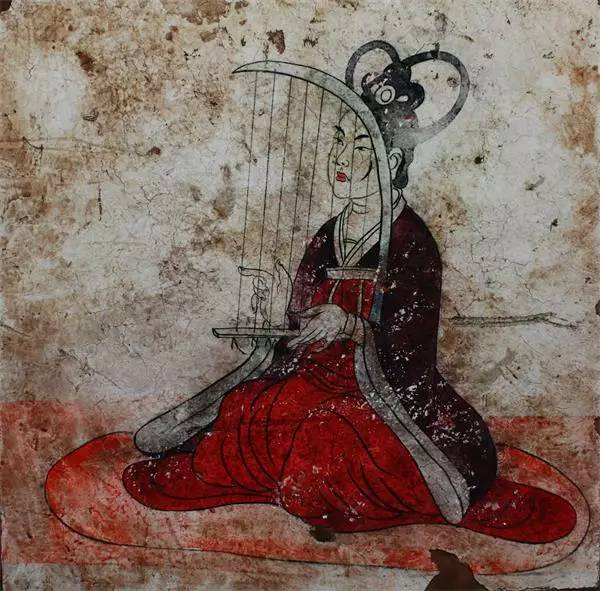
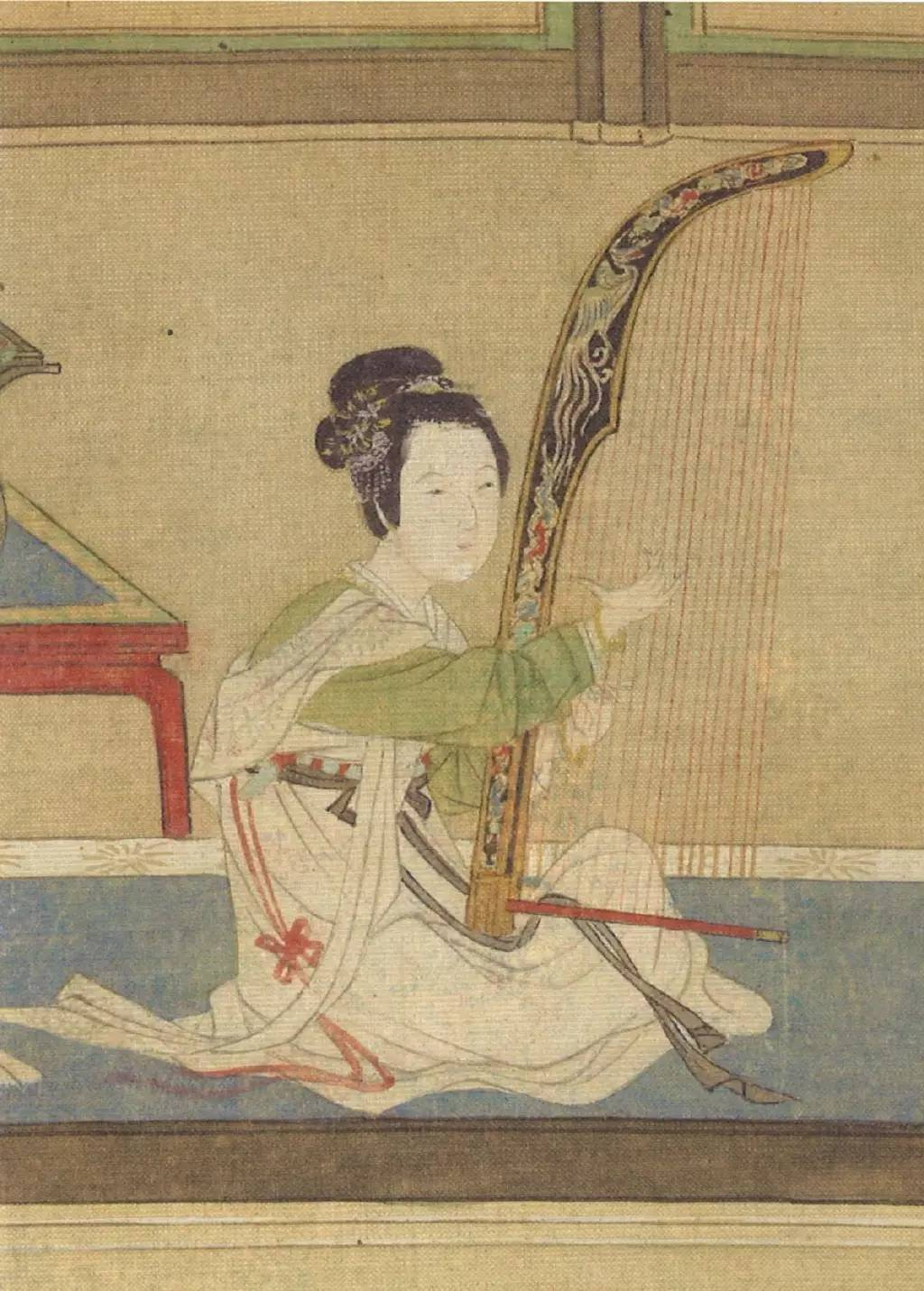
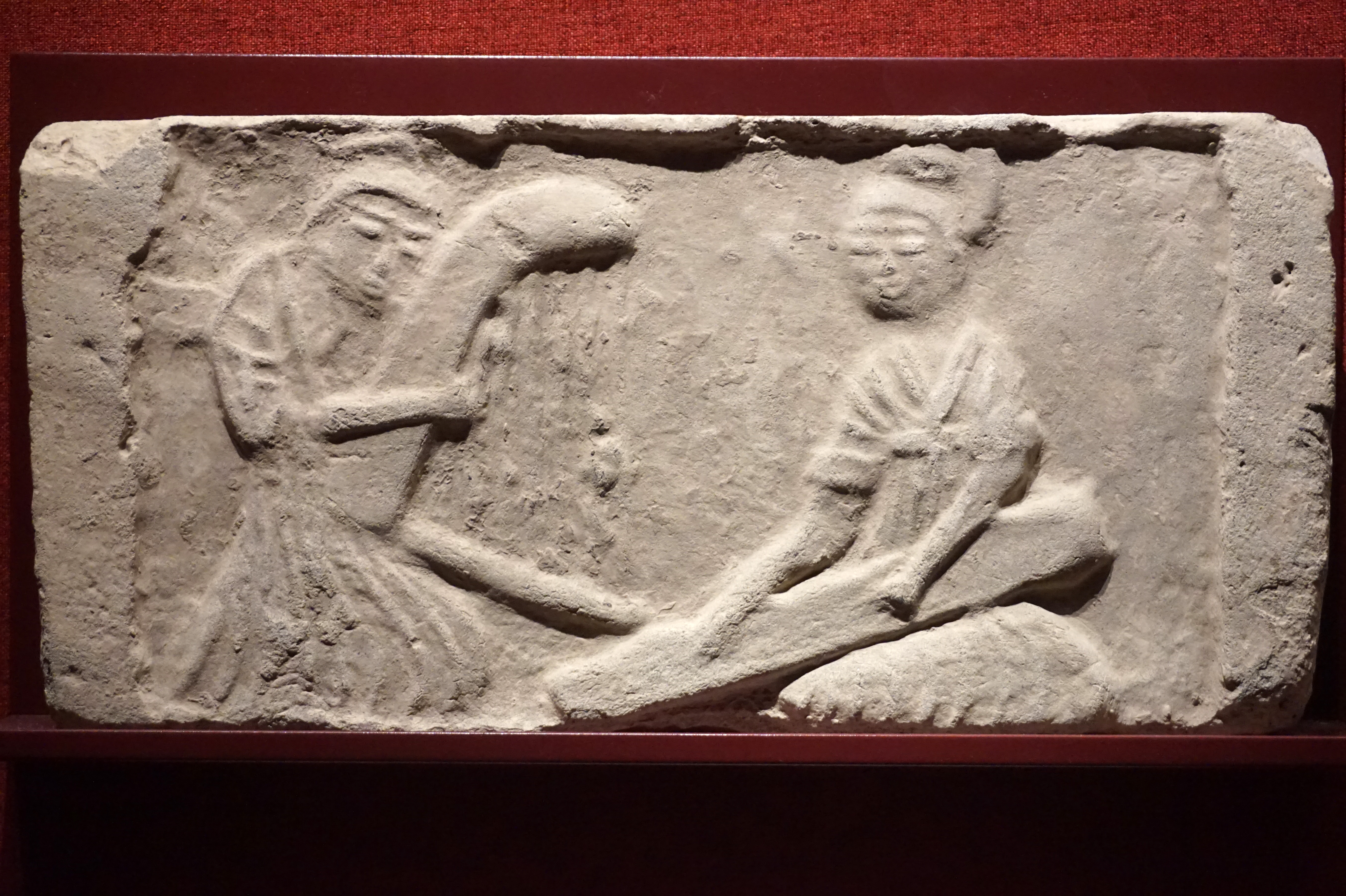
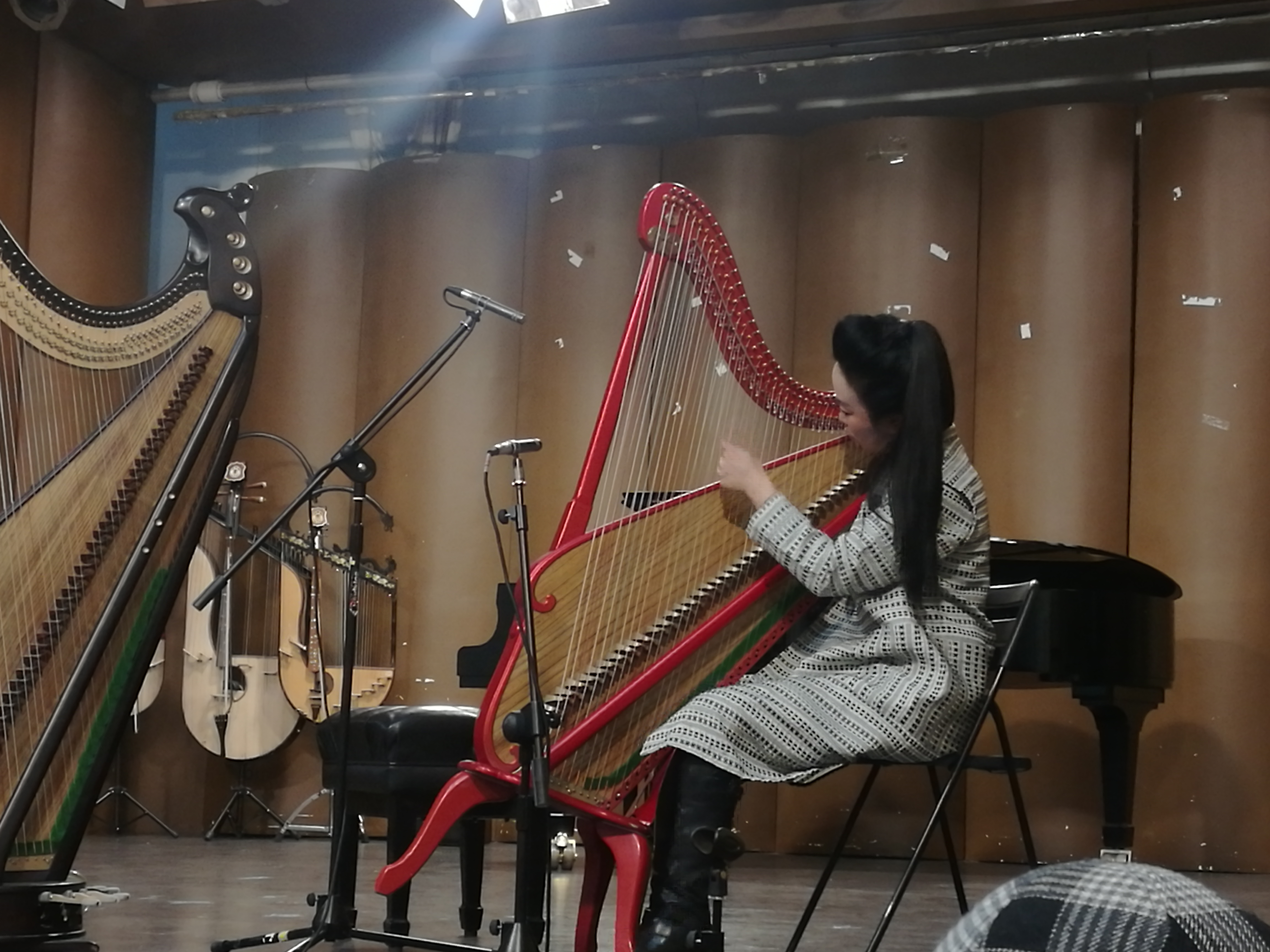
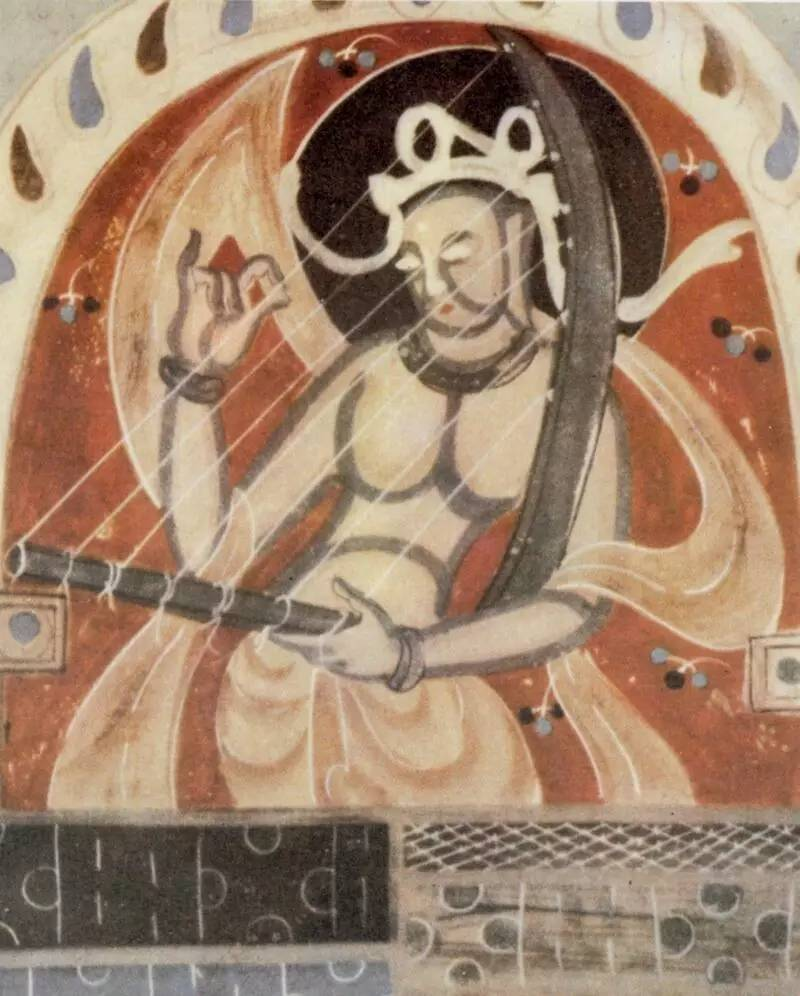